# Joué-du-Bois

Joué-du-Bois este o comună în departamentul Orne, Franța. În 1 ianuarie 2022 avea o populație de 386 de locuitori.